# 마쓰우라 아쓰시 (1982년)
마쓰우라 아쓰시(일본어: 松浦 淳, 1982년 1월 10일 ~ )는 일본의 전 축구 선수이다.

## 구단 경력
과거 미토 홀리호크에서 활동하였다.